# Nevlje
Nevlje je naselje v Občini Kamnik. Znano je predvsem po tem, da so leta 1938 v njegovi okolici našli okostje dlakavega mamuta (Mammuthus primigenius). Njegovo vakuumsko impregnirano okostje se danes nahaja v Prirodoslovnem muzeju Slovenije

## Izvor krajevnega imena
Krajevno ime je verjetno izpeljano ali iz množinskega etnonima Nevbl'ane, Nevъl'ane, Nevel'ane ali iz slovanskega osebnega imena Nevel'ь, Nevel'a, Nevol'a. Ni pa izključeno, da je ime predslovansko prevzeto iz priimka Nēvia ali Nāvia, ki je dalo tudi antično krajevno ime Nāvissus, sedaj Niš v Srbiji. Isto osnovo lahko vsebuje tudi predromansko nova, nove v pomenu visokogorska dolina, dolinski potok. V arhivskih zapisih se kraj omenja leta 1228 Nawel in 1498 Newla. Po kraju se imenuje tudi reka Nevljica. 